# Виндт, Петер
Питер (Петер) Виндт (нидерл. Pieter (Peter) Windt); род. 3 мая 1973, Вендам, Гронинген) — нидерландский хоккеист на траве, полевой игрок. Олимпийский чемпион 2000 года, серебряный призёр чемпионата Европы 1999 года.

## Биография
Петер Виндт родился 3 мая 1973 года в нидерландском городе Вендам.
Играл в хоккей на траве за «Даринг» из Вендама, «Гронинген», «Хаттем» и «Амстердамсе». В составе «Амстердамсе» дважды выигрывал чемпионат Нидерландов, был капитаном команды.
21 января 1997 года дебютировал в сборной Нидерландов в Дурбане в матче против Аргентины (1:1).
Трижды выигрывал медали Трофея чемпионов: золото в 1998 году в Лахоре и в 2000 году в Амстелвене, бронзу в 1999 году в Брисбене.
В 1999 году завоевал серебряную медаль чемпионата Европы в Падуе.
В 2000 году вошёл в состав сборной Нидерландов по хоккею на траве на летних Олимпийских играх в Сиднее и завоевал золотую медаль. Играл в поле, провёл 4 матча, мячей не забивал.
В 1997—2002 годах провёл за сборную Нидерландов 69 матчей, мячей не забивал.
Завершил игровую карьеру в 2003 году.
Впоследствии стал тренером. С 2019 года был ассистентом главного тренера «Гронингена».